# Laplace's Witch
Pour plus de détails, voir Fiche technique et Distribution.
Laplace's Witch (ラプラスの魔女, Rapurasu no Majo, « La Sorcière de Laplace ») est un film à suspense japonais réalisé par Takashi Miike, sorti le 4 mai 2018. Il s'agit de l'adaptation du roman éponyme de Keigo Higashino, publié le 15 mai 2015.
Il totalise plus de 10 millions $ de recettes au box-office japonais.

## Synopsis
Deux personnes sont retrouvées empoisonnées au sulfure d'hydrogène dans des sources chaudes situées dans deux régions différentes. La police sollicite l'aide du professeur Shusuke Aoe (Shō Sakurai), un géochimiste, pour déterminer si les décès ne sont que des accidents étranges ou des meurtres. Pendant que les soupçons de l'officier de police Yuji Nakaoka (Hiroshi Tamaki) se portent sur l'épouse du premier défunt, Shusuke Aoe rencontre Madoka Uhara (Suzu Hirose), capable d'anticiper avec justesse des phénomènes naturels.

## Distribution
- Shō Sakurai : Shusuke Aoe
- Suzu Hirose : Madoka Uhara
- Hiroshi Tamaki : Yuji Nakaoka
- Sōta Fukushi : Kento Amakasu
- Mirai Shida : Tetsu Okunishi
- Eriko Satō : Chisato Mizuki
- Tao Okamoto : Rei Kirimiya

## Production
Le tournage a lieu du 16 mars à fin avril 2017.
- Réalisateur : Takashi Miike
- Producteurs : Akihiro Yamauchi, Hisashi Usui, Shinnosuke Usui, Misako Saka, Shigeji Maeda
- Scénaristes : Keigo Higashino (roman), Hiroyuki Yatsu
- Directeur de la photographie : Nobuyasu Kita
- Thème de fin : Faded de Alan Walker, interprété par Iselin Solheim